# Parc national de Coorong
Le parc national de Coorong est situé à 156 km au sud-est d'Adélaïde, capitale de l'Australie-Méridionale. Il débute à l'embouchure du Murray et comprend outre la presqu'île de Coorong, la péninsule sir Richard, l'île Hindmarsh et la péninsule de Younghusband. Le parc fait partie du site Ramsar du Coorong, du lac Alexandrina et du lac Albert.
Elle abrite de nombreux oiseaux, mammifères et poissons. Elle sert souvent de refuge aux oiseaux en période de sècheresse. 
Le parc est protégé au titre de site Ramsar depuis 1985 pour l'intérêt de ses zones humides.  